# John Glover
John Glover (Salisbury; 7 de agosto de 1944) es un actor estadounidense. Durante toda su carrera se ha especializado en aparecer en papeles en series de televisión y algunas películas de forma secundaria o antagónica. Se hizo bastante famoso a raíz de interpretar a Lionel Luthor en la serie de televisión Smallville, la cual se emitió entre 2001 y 2011. Actualmente trabaja en su fundación de Alzheimer.

## Biografía
Hijo de Cade —de soltera Mullins— y del vendedor de televisiones John Glover Soursby Sr., Glover asistió al Wicomico High School y actuó en la Universidad de Towson, y es que desde muy pequeño le apasionó la actuación y enfocó todos sus estudios en ella.

### Carrera
John Glover empezó su carrera cinematográfica a principios de los años 70, actuando en películas como El valle de la furia y series de televisión como Kojak. Siempre en un papel secundario, sus interpretaciones casi siempre se circunscriben al terreno de los villanos o de los personajes un tanto enloquecidos.
Desde finales de la década de los 60, Glover se declaró abiertamente gay. Él mismo ha relatado en varias ocasiones que pensó que dicha revelación afectaría su carrera cinematográfica, pero no fue así. De hecho las llamadas de Hollywood fueron más frecuentes.
En la década de los 80 participa en películas de éxito como Noches de Sol, 52, vive o muere y Scrooged, amén de ser llamado para participar en teleseries como Se ha escrito un crimen, Miami Vice o Tales from the Crypt, convirtiéndose en un rostro popular con el paso del tiempo. En los años 90 sigue participando en más series de TV como Star Trek: Espacio Profundo Nueve, Chicago Hope y Frasier, aparte de aparecer en películas como In the Mouth of Madness, Payback o El cuerpo. En el nuevo milenio es llamado para actuar en la serie Smallville en el rol de Lionel Luthor, el malvado padre de Lex Luthor (interpretado por Michael Rosenbaum), papel que le ha granjeado el éxito internacional.
Glover también ha participado en series de dibujos animados poniendo voz a algunos personajes celébres, entre ellos el criminal Enigma de la serie Batman de 1992, papel que repetiría cuatro años después en la serie animada de Superman.
En 2009 se incorpora a Heroes para personificar al padre de Sylar, Samson Gray, en el capítulo 19 del volumen 4.
En 2019 interpretó el rol de Tad Sivana sr. en la película de Warner Bros., "Shazam!", un papel muy similar al que le lanzó a la fama en 2001, el del hombre de negocios distanciado y enfrentado con sus hijos, en este caso con el doctor Taddheus Sivana jr., el malo de dicho filme.
Glover es homosexual. Desde mediados de los noventa su pareja sentimental es el escultor Adam Kurtzman. Se casaron en 2016.

## Más apariciones
John Glover es sobre todo conocido por su papel una serie de personajes de villano en la televisión y el cine. Ha hecho numerosas apariciones en escena, e incluso ha ganado un Premio Tony por "destacados de actor en una obra" por su papel en "Love! Valour! Compassion!" que lo hizo de nuevo en la versión cinematográfica. Divide su tiempo entre Maryland, Los Ángeles y Vancouver. Tratar de aumentar la conciencia sobre la enfermedad de Alzheimer, así como incrementar los fondos tan necesarios para una cura, él dedica su tiempo a la Asociación de Alzheimer. Asimismo, los fondos de una beca para los actores en su alma mater, la Universidad de Towson, y vuelve a dar clases en su tiempo libre. Otras funciones incluyen Bryce Cummings en Scrooged, Daniel Clamp en Gremlins 2: The New Batch, Un mafioso en Payback, El Acertijo en Batman: The Animated Series, El doctor Jason Woodrue en el Batman y Robin, El diablo en "El Azufre" (Brimstone), Y Verad en la Star Trek: Deep Space Nine " episodio "Los procedimientos invasivos". También ha hecho apariciones notables en el escenario, ganando un Tony Award para Destacado actor en una obra por su doble papel en la Broadway jugar Amor! Valour! Compassion!, Que se repitió en el versión. He película también tenía un aspecto pequeño pero inolvidable en el Woody Allen película Annie Hall. En un Flashback a una escena de "Annie Hall" el pasado que pronuncia la línea: "Touch My Heart. Con el pie".
Pero John Glover es conocido por muchas generaciones por su vasta obra en teatro, cine y televisión. Sin embargo, poco parece ser conocido por el hombre detrás del alter ego. También le gusta ir de compras para accesorios etapa en la buena voluntad y es un ávido partidario de la Asociación de Alzheimer.
Glover también tuvo una pequeña aparición en la película de Woody Allen, Annie Hall. Además trabajó al lado de Mel Gibson.
En 2021 hizo aparición en el noveno capítulo de la temporada quinta de la serie Lucifer interpretando a Peter Peterson.

## Filmografía
- Shazam! (2019) Thaddeus Sivana Sr.
- The civilization of Maxwell Bright (2005) Ogden
- Visions of Cody (2004) Will
- Sweet union (2004) Oleen
- Tricks (2004) Ralph
- Mid-Century (2002) Bill Gates
- On edge (2001) Yuri Moskivin
- The body (El cuerpo) (2001) Actor callejero de Jesucristo
- Macbeth in Manhattan (1999) Richard/Director
- Payback (1999) Phil
- Dead broke (1999) Sam
- The broken giant (1998) Bennett Hale
- Batman & Robin (1997) Dr. Jason Woodrue
- Love! Valour! Compassion! (1997) John Jeckyll, James Jeckyll
- In the Mouth of Madness (1995) Saperstein
- Night of the running man (1994) Derek Mills
- Automatic (1994) Goddard Marx
- Ed and his dead mother (1993) A.J. Pattle
- Batman The animated series (1992-1995) Edward Nygma, Acertijo (voz)
- RoboCop 2 (1990) Vendedor de Magnavolt
- Gremlins 2: La nueva generación (1990) Daniel Clamp
- Meet the Hollowheads (1989) Henry Hollowhead
- Scrooged (1988) Brice Cummings
- The chocolate war (1988) Brother Leon
- Rocket Gibraltar (1988) Rolo Rockwell
- Masquerade (1988) Tony Gateworth
- Willy/Milly (1986) Fred Niceman
- 52, vive o muere 1986) Alan Raimy
- A killing affair (1986) Sheb Sheppard
- Noches de Sol (1985) Wynn Scott
- A flash of green (1984) Rose Halley
- Justicia salvaje (1984) Paul Briggs, Embajada de U.S.A.
- La increíble mujer menguante (1981) Tom Keller
- El valle de la furia (1980) Nathan Wyeth
- The american success Company (1980) Ernst
- Last embrace (1979) Richard Peabody
- Somebody killed her husband (1978) Herbert Little
- Julia (1977) Sammy
- Annie Hall (1977) Actor Novio
- Shamus (1973) Johnnie

## Televisión
- Fear The Walking Dead (2021) Theodore Maddox (Temporadas 6 y 7), 7 episodios
- Lucifer : Acción criminal (2021) Temporada 5 episodio 9 (Padre de víctima). Interpretó a Peter Peterson.
- Héroes (2009) Temporada 3 Volumen 4 capítulo 3x19: "Shades of Gray", e interpretó al padre de Sylar
- Smallville (2001-2008) Lionel Luthor (151 episodios, incluyendo los 4 de la 10° temporada)
- Ley & orden: Acción criminal (2006) Declan Gage (1 episodio)
- Numb3rs (2006) Samuel Kraft (1 episodio)
- Arli$$ (2002) Bobby Salmon (1 episodio)
- Asuntos de familia (2000) Fate (1 episodio)
- Brimstone: el pacto (1998-1999) El diablo (12 episodios)
- Las nuevas aventuras de Batman (1998) Edward Nigma (1 episodio)
- Superman, la serie Animada (1998) Edward Nygma/Acertijo (1 episodio)
- Chicago Hope (1998) Max Demming (1 episodio)
- Homicidio (1998) Nelson Broyles (1 episodio)
- Los líos de Caroline (1997) Hilton Traynor (1 episodio)
- Batman (1992-1994) Edward Nygma/Acertijo (3 episodios)
- Frasier (1993) Ned Miller (1 episodio)
- Star Trek: Espacio profundo nueve (1993) Verad (1 episodio)
- The hidden room (1993) John Burke (1 episodio)
- South Beach (1993) Roberts (5 episodios)
- Historias de la cripta (1991) Enterrador (1 episodio)
- La ley de Los Ángeles (1990) Dr. Paul Kohler (1 episodio)
- El autoestopista (1989) (personaje por identificar) (1 episodio)
- The days and nights of Molly Dodd (1989) Mike Sayles (1 episodio)
- Se ha escrito un crimen (1986-1987) Andrew Durbin (2 episodios)
- Miami Vice (1987) Steve Duddy (1 episodio)
- En los límites de la realidad (1986) Embajador Alien (segmento "A Small Talent for War") (1 episodio)
- Escarcha de verano (1985) película para televisión
- Kojak (1975) Billy Jo Sparrow (1 episodio)
- The good wife  (temporada 4,capítulo 4)

## Premios y nominaciones
- 2004 Nominado Saturn Award Mejor actor de reparto en una serie de televisión para: "Smallville" (2001)

- 2003 Nominado Saturn Award Mejor actor de reparto en una serie de televisión para: "Smallville" (2001)

- 1991 Nominado Saturn Award Mejor actor de reparto para: Gremlins 2: The New Batch (1990)

Premios Emmy
- 1994 Nominado Emmy Mejor Actor Invitado en Serie de Comedia para: "Frasier" (1993)
- 1993 Nominado Emmy Mejor Actor Invitado en Serie Dramática para: "Crimen y castigo" (1993)
- 1991 Nominado Emmy Mejor Actor Invitado en Serie Dramática para: "L. A. Derecho" (1986)
- 1987 Nominado Emmy Mejor Actor de Reparto en Miniserie o Especial de para: "Nutcracker: Money, Madness & Murder" (1987)
- 1986 Nominado Emmy Mejor Actor de Reparto en Miniserie o Especial de para: An Early Frost (1985) (TV)

Premios Tony
- 1995 Broadway Ganó el Premio Tony como Mejor Actor (Destacado Papel - Play) para el doble papel de John Jeckyll y James Jeckyll en el Terence McNally's "Love! Valour! Compassion!", partes recreó en la versión cinematográfica del mismo título, Amor! Valour! Compassion! (1997).

## Premios de TV
John Glover se ha caracterizado por desarrollar un estilo único dentro de la pantalla chica, y desde su debut como actor en la obra Julia (1954) se volvió un actor rentable.
Ha ganado dos premios Emmy, en sus inicios, nominado a un tercero; ganador del Tony, y varios reconocimientos más.